# Hochtor
L'Hochtor (2.369 m s.l.m.) è la montagna più alta delle Alpi dell'Ennstal nelle Alpi Settentrionali di Stiria. Fa parte del supergruppo del Gesäuse. Si trova nel Distretto di Liezen in Stiria.
Il toponimo letteralmente significa alta porta.
La montagna è inserita nel Parco Nazionale Gesäuse.